# Kohlgraben (Ryck)
Der Kohlgraben ist ein Meliorationsgraben und rechter Zufluss der Ryck in Mecklenburg-Vorpommern.

## Verlauf
Der Graben beginnt nördlich von Wackerow und verläuft von dort an in östlicher Richtung. Er unterquert die Bundesstraße 105, durchquert den südlichen Teil der Gemarkung von Neuenkirchen um anschließend südlich in Richtung des Greifswalder Ortsteils Steinbeckervorstadt erneut in Richtung Osten zu verlaufen. Anschließend zweigt er nach Süden ab, durchfließt die weitläufige Wiesenlandschaft des Ladebower Lochs, unterquert die Ladebower Chaussee und mündet schließlich in die Ryck.
Das Gewässer ist durch Chemikalien verschmutzt und durch den Eintrag von Nährstoffen belastet. Das ökologische Potenzial wird in einem Bericht des Landesamtes für Umwelt, Naturschutz und Geologie Mecklenburg-Vorpommern als „schlecht“ bezeichnet, der chemische Zustand als „nicht gut“.